# První vláda Bojka Borisova

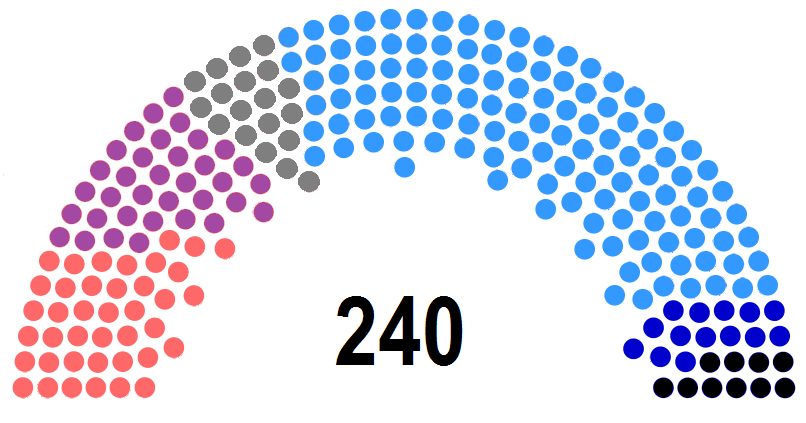
Mandáty stran v Národním shromáždění:
BSP (40)
DPS (35)
Nezávislí (24)
GERB (117)
SK (14)
Útok (10)

První vláda Bojka Borisova úřadovala od 27. července 2009 do 13. března 2013, jakožto kabinet Bulharské republiky. Vládu sestavila strana Občané za evropský rozvoj Bulharska (GERB), která zvítězila v parlamentních volbách, které se konaly 5. července stejného roku.
Předseda vlády Bojko Borisov ohlásil  20. února 2013  v parlamentu  záměr podat demisi. Odchod vlády byl reakcí na protesty proti vysokým cenám energie. Ty se v předchozích dnech rozšířily do všech velkých měst země.
Demise byla podána 21. února 2013 a k ukončení úřadování došlo 13. března téhož roku, v souvislosti se jmenováním nového přechodného kabinetu řízeného Marinem Rajkovem. Jeho úkolem se stalo dovedení země k předčasným volbám, které se uskutečnily 12. května 2013.

## Složení vlády
| Portfej                                               | Ministr               | Strana | Strana | Nástup do úřadu    | Odchod z úřadu     |
| ----------------------------------------------------- | --------------------- | ------ | ------ | ------------------ | ------------------ |
| Předseda vlády                                        | Bojko Borisov         |        | GERB   | 27. července 2009  | 13. března 2013    |
| Místopředseda vlády a ministr financí                 | Simeon Djankov        |        | GERB   | 27. července 2009  | 18. února 2013     |
| Místopředseda vlády a ministr vnitra                  | Cvetan Cvetanov       |        | GERB   | 27. července 2009  | 13. března 2013    |
| Ministr/yně zahraničních věcí a tisková mluvčí        | Rumjana Želevová      |        | GERB   | 27. července 2009  | 20. ledna 2010     |
| Ministr/yně zahraničních věcí a tisková mluvčí        | Nikolaj Mladenov      |        | GERB   | 21. ledna 2010     | 13. března 2013    |
| Ministr/yně zdravotnictví                             | Božidar Nanev         |        | GERB   | 27. července 2009  | 30. března 2010    |
| Ministr/yně zdravotnictví                             | Anna-Maria Borisovová |        | bezp.  | 21. dubna 2010     | 29. září 2010      |
| Ministr/yně zdravotnictví                             | Stefan Konstantinov   |        | bezp.  | 30. září 2010      | 13. března 2013    |
| Ministr hospodářství, energetiky a turismu            | Trajčo Trajkov        |        | GERB   | 27. července 2009  | 13. března 2013    |
| Ministr kultury                                       | Veždi Rašidov         |        | GERB   | 27. července 2009  | 13. března 2013    |
| Ministr práce a sociální politiky                     | Totju Mladenov        |        | GERB   | 27. července 2009  | 13. března 2013    |
| Ministr dopravy a informatiky                         | Aleksandăr Cvetkov    |        | GERB   | 27. července 2009  | 19. května 2011    |
| Ministr dopravy a informatiky                         | Ivajlo Moskovski      |        | GERB   | 19. května 2011    | 13. března 2013    |
| Ministr/yně místního rozvoje a infrastruktury         | Rosen Plevneliev      |        | GERB   | 27. července 2009  | 7. září 2011       |
| Ministr/yně místního rozvoje a infrastruktury         | Liljana Pavlovová     |        | bezp.  | 7. září 2011       | 13. března 2013    |
| Ministr/yně školství, mládeže a vědy                  | Jordanka Fandăkovová  |        | GERB   | 27. července 2009  | 19. listopadu 2009 |
| Ministr/yně školství, mládeže a vědy                  | Sergej Ignatov        |        | GERB   | 19. listopadu 2009 | 13. března 2013    |
| Ministr obrany                                        | Nikolaj Mladenov      |        | GERB   | 27. července 2009  | 21. ledna 2010     |
| Ministr obrany                                        | Anju Angelov          |        | GERB   | 21. ledna 2010     | 13. března 2013    |
| Ministryně spravedlnosti                              | Margarita Popovová    |        | GERB   | 27. července 2009  | 30. listopadu 2011 |
| Ministryně spravedlnosti                              | Diana Kovačevová      |        | GERB   | 30. listopadu 2011 | 13. března 2013    |
| Ministr sportu a tělesné výchovy                      | Svilen Nejkov         |        | GERB   | 27. července 2009  | 13. března 2013    |
| Ministr zemědělství a výživy                          | Miroslav Najdenov     |        | GERB   | 27. července 2009  | 13. března 2013    |
| Ministryně životního prostředí a vodohospodářství     | Nona Karadžovová      |        | GERB   | 27. července 2009  | 13. března 2013    |
| Ministr bez portfeje (pro Bulhary žijící v zahraničí) | Božidar Dimitrov      |        | GERB   | 27. července 2009  | 4. února 2011      |
| Ministr bez portfeje (pro evropské fondy)             | Tomislaw Dončev       |        | GERB   | 18. března 2011    | 13. března 2013    |